# Ryszard Naskręcki
Ryszard Naskręcki (ur. 17 grudnia 1958 w Ostrowie Wielkopolskim) – polski fizyk, profesor zwyczajny Uniwersytetu im. Adama Mickiewicza w Poznaniu.
Specjalizuje się w fotofizyce i spektroskopii optycznej oraz fizyce procesu widzenia.

## Życiorys
W latach 1978–1983 studiował fizykę na Wydziale Matematyki, Fizyki i Chemii Uniwersytetu im. Adama Mickiewicza w Poznaniu. W tymże uniwersytecie obronił w 1992 roku rozprawę doktorską pt. Badanie indukowanego zderzeniami rozpraszania światła w wybranych cieczach molekularnych, której promotorem był prof. Franciszek Kaczmarek. Stopień naukowy doktora habilitowanego w zakresie nauk fizycznych uzyskał w 2001 roku na podstawie rozprawy habilitacyjnej Femtosekundowa spektroskopia absorpcji przejściowej. Badania fotofizyczne stanów wzbudzonych cząsteczek wieloatomowych i krótkożyjących indywiduów. W 2003 r. otrzymał stanowisko profesora nadzwyczajnego na Wydziale Fizyki UAM, a w roku 2010 otrzymał tytuł naukowy profesora nauk fizycznych. Obecnie zatrudniony jest na stanowisku profesora i kieruje Laboratorium Fizyki Widzenia i Optometrii na Wydziale Fizyki UAM. Od 1 września 2020 r. pełni także funkcję dyrektora Centrum ECOTECH-COMPLEX w Uniwersytecie Marii Curie-Skłodowskiej w Lublinie

## Działalność
W latach 2002–2005 pełnił funkcję prodziekana, a w latach 2005-2012 dziekana Wydziału Fizyki UAM. W latach 2005–2012 przewodniczył Ogólnopolskiemu Forum Dziekanów Wydziałów Fizyki i Dyrektorów Instytutów Fizyki. W latach 2008–2017 pełnił funkcję Przewodniczącego Środowiskowej Komisji Akredytacyjnej Optyki Okularowej i Optometrii. Przez wiele lat był członkiem Komitetu Fizyki Polskiej Akademii Nauk, gdzie kierował Zespołem ds. kształcenia oraz Polskiego Towarzystwa Fizycznego. Był także ekspertem Polskiej Komisji Akredytacyjnej (Zespół Nauk Matematycznych, Fizycznych i Chemicznych). 
Brał udział w licznych konferencjach kształtujących Europejski Obszar Szkolnictwa Wyższego, jest współautorem programów kształcenia optyków okularowych i optometrystów na Wydziale Fizyki UAM. Jest autorem wielu opinii i ekspertyz dla firm i instytucji branży optycznej oraz Ministerstwa Nauki i Szkolnictwa Wyższego i Ministerstwa Zdrowia. Od roku 2020 przewodniczy „Zespołowi oceniającemu ds. umiędzynarodowienia szkół doktorskich” (NAWA) oraz jest członkiem Zespołu doradczego do spraw finansowania międzynarodowej współpracy naukowej (MNiSW).
W latach 1994–1999 odbył trzy długoterminowe staże naukowe w Centrum Badań Nuklearnych w Saclay i w Uniwersytecie w Lille(Université Lille - Sciences et Technologies); był stypendystą rządu francuskiego oraz Commisariat á l'Énergie Atomique. Ponadto odbył także kilkanaście staży naukowych krótko- i średnioterminowych oraz kilkadziesiąt wizyt studyjnych i badawczych w uniwersytetach i instytucjach badawczych w Europie, Azji i USA. Działalność naukowa związana jest z dwoma obszarami badań: spektroskopią optyczną i badaniami ultraszybkich procesów fotofizycznych i reakcji fotochemicznych oraz fotofizyką procesu widzenia. Opublikował ponad 90 artykułów naukowych, dydaktycznych i metodycznych, jest autorem lub współautorem ponad 120 doniesień konferencyjnych, wypromował ponad 200 magistrów i 5 doktorów. Jest także autorem licznych wykładów popularnonaukowych.
W latach 2016–2020 pełnił funkcję prorektora UAM ds. nauki i współpracy międzynarodowej w Uniwersytecie im. Adama Mickiewicza w Poznaniu. Kierował także zespołem przygotowującym wniosek UAM w ramach konkursu „Inicjatywa doskonałości-uczelnia badawcza”.

## Odznaczenia
12 lutego 2015 odznaczony Złotym Krzyżem Zasługi.